# Hydrophis viperinus
Espèce
Synonymes
- Thalassophis viperina Schmidt, 1852
- Hydrophis viperina (Schmidt, 1852)
- Thalassophina viperina (Schmidt, 1852)
- Praescutata viperina (Schmidt, 1852)
- Diseira praescutata Duméril, Bibron & Duméril, 1854
- Hydrophis plumbea Murray, 1887
- Hydrophis jayakari Boulenger, 1887
- Hydrophis schistosus Boulenger, 1896

Statut de conservation UICN

 LC  : Préoccupation mineure
Hydrophis viperinus ou Thalassophine viperine est une espèce de serpents marins de la famille des Elapidae.

## Répartition
Cette espèce se rencontre dans le nord de l'océan Indien et l'ouest de l'océan Pacifique dans les eaux des Émirats arabes unis, du Sultanat d'Oman, du Pakistan, de l'Inde, du Sri Lanka, de la Birmanie, de la Thaïlande, de la Malaisie, du Viêt Nam, de Chine, de Taïwan et de l'Indonésie.

## Description
C'est un serpent marin venimeux. Il est gris, le dessous étant blanc, avec une nette démarcation entre les deux. Il présente généralement des points sombres sur le corps, parfois des bandes.
Les mâles atteignent 925 mm, les femelles 820 mm.
Il chasse sur les fonds vaseux et dans les récifs coralliens, à une profondeur de 15 à 30 m, des poissons-chats, des gobies, des murènes et des crustacés. 
Hydrophis viperinus est souvent capturé dans les filets lors des pêches de nuit au lamparo. Au Viêt-Nam, cette espèce fait l'objet de commerce pour sa peau et sa viande fumée.

## Taxinomie
Cette espèce a été placée dans le genre monotypique Praescutata son inclusion dans Hydrophis a été confirmée par Sanders, Lee, Mumpuni, Bertozzi et Rasmussen en 2013.

## Publication originale
- Schmidt, 1852 : Beiträge zur ferneren Kenntniss der Meerschlangen. Abhandlungen aus dem Gebiete der Naturwissenschaften, Hamburg, vol. 2, no 2, p. 69-86 (texte intégral).